# Moraea fugacissima
Moraea fugacissima là một loài thực vật có hoa trong họ Diên vĩ. Loài này được (L.f.) Goldblatt miêu tả khoa học đầu tiên năm 1998.